# Логинов, Михаил Николаевич (Герой Советского Союза)
Михаил Николаевич Логинов (15 ноября 1921, с. Кузнецово Марийской автономной области РСФСР, ныне Медведевского района в Республике Марий Эл Российской Федерации — 23 января 1982, Йошкар-Ола) — участник Великой Отечественной войны, командир отделения 162-й отдельной разведывательной роты 139-й стрелковой дивизии 50-й армии 2-го Белорусского фронта, сержант, Герой Советского Союза (1945). Депутат Верховного Совета СССР 2-го созыва (1946—1950).

## Биография
Родился в семье крестьянина. Русский. Образование незаконченное среднее. Работал трактористом Йошкар-Олинской МТС.
В Красной Армии с апреля 1941 года.
С июля 1941 года участник Великой Отечественной войны, воевал на Западном фронте, а с 21 февраля 1944 года на Белорусском фронте, во время боёв был трижды ранен.
В марте 1944 года в ходе Белорусской наступательной операции 1944 года командир отделения 162-й отдельной разведывательной роты 139-й стрелковой дивизии 50-й армии Белорусского фронта младший сержант Логинов, командуя разведгруппой, захватил в плен 3-х немецких солдат и ценные документы, в этой операции был тяжело ранен. Награждён орденом Красной Звезды (приказ по 139-й стрелковой дивизии № 024/Н от 24.07.1944).
С 26 июня по 18 июля 1944 года командир отделения 162-й отдельной разведывательной роты 139-й стрелковой дивизии 50-й армии 2-го Белорусского фронта сержант Логинов со своим отделением в разведпоисках захватил контрольного пленного, уничтожил 9 немецких солдат, две пулемётные точки противника, переправился через реку Неман и произвёл разведку по месторасположению и численности противостоящих частей противника. За эти боевые отличия награждён орденом Славы 3-й степени (приказ по 139-й стрелковой дивизии № 040/Н от 06.11.1944). В этот же период Логинов совершил подвиг, за который получил Золотую Звезду Героя.
15 июля 1944 года сержант Логинов при проходе частей 139-й стрелковой дивизии с тяжёлыми боями к рубежу реки Неман в районе деревни Ковшово (ныне Мостовский район Гродненской области, Беларусь), под сильным пулемётно-артиллерийским огнём противника первым из разведроты пошёл производить разведку брода с двумя сапёрами. Достигнув островка, на котором находились вражеские солдаты, Логинов с товарищами открыл по ним огонь из автоматов. Обнаружив это, противник с противоположного берега ударил по отважным разведчикам из трёх пулемётов. Тогда Логинов и его бойцы вплавь с оружием бросились на вражеские пулемёты, в результате чего шесть немецких солдат, бросив свои пулемётные точки, отступили. Командование 139-й стрелковой дивизии представило Логинова к званию Герой Советского Союза.
17 ноября 1944 года командир отделения 162-й отдельной разведывательной роты 139-й стрелковой дивизии сержант Логинов вместе с группой разведчиков переправился через реку Нарев, подполз к пулемётной точке противника, забросал её гранатами, уничтожив при этом 5 немецких солдат, и захватил «языка», за что приказом по 70-му стрелковому корпусу № 60/н от 10.12.1944 года награждён орденом Отечественной войны 2-й степени.
30 ноября 1944 года как старший разведгруппы сержант Логинов со своими бойцами вновь переправился через Нарев. Действуя по отработанной схеме, вновь закидал боевое охранение противника гранатами, уничтожив 4-х немецких солдат с пулемётом, захватил контрольного пленного и ценные документы, за что представлен к ордену Красного Знамени. Данное представление было поддержано командованием 139-й стрелковой дивизии и 70-го стрелкового корпуса, однако приказом по 49-й армии 0157/н от 23.12.1944 года Логинов вновь награждён орденом Отечественной войны 2-й степени.
В конце 1944 года вступил в ВКП(б).
24 марта 1945 года указом Президиума Верховного Совета СССР за образцовое выполнение боевых заданий командования на фронте борьбы с немецко-фашистскими захватчиками и проявленные при этом мужество и героизм сержанту Логинову Михаилу Николаевичу присвоено звание Героя Советского Союза с вручением ордена Ленина и медали «Золотая Звезда».
После войны вернулся на родину. Трудился заместителем председателя промартели «15 лет МАО», был избран депутатом Верховного Совета СССР 2-го созыва. Затем вновь на военной службе. Служил командиром взвода охраны 20-го отдельного радиотехнического батальона в авиагарнизоне Данилово (Йошкар-Ола Марийской АССР).
С июля 1975 года прапорщик 156-го отдельного батальона аэродромно-технического обслуживания (в/ч 31557) Логинов в запасе.
Жил и работал в городе Йошкар-Ола.
Умер 23 января 1982 года, похоронен в Йошкар-Оле.

## Награды
- Медаль «Золотая Звезда» Героя Советского Союза (24 марта 1945 года);
- орден Ленина (24 марта 1945 года);
- два ордена Отечественной войны 2-й степени (10.12.1944, 23.12.1944);
- орден Красной Звезды (24.07.1944);
- орден Славы 3-й степени (06.11.1944).
- Медали, в том числе:
  - «За боевые заслуги»;
  - «За воинскую доблесть. В ознаменование 100-летия со дня рождения Владимира Ильича Ленина»;
  - «За победу над Германией в Великой Отечественной войне 1941—1945 гг.»;
  - «Двадцать лет Победы в Великой Отечественной войне 1941—1945 гг.»;
  - «Тридцать лет Победы в Великой Отечественной войне 1941—1945 гг.»;
  - «Ветеран Вооружённых Сил СССР»;
  - «40 лет Вооружённых Сил СССР»;
  - «50 лет Вооружённых Сил СССР»;
  - «60 лет Вооружённых Сил СССР»;
  - «За безупречную службу» 1-й степени;
  - «За безупречную службу» 2-й степени.

## Память
- Имя М. Н. Логинова носит Кузнецовская средняя школа, рядом со школой установлен бюст Героя[8].
- Имя М. Н. Логинова носит улица в районном центре Республики Марий Эл посёлке Медведево.
- Мемориальная доска в память о Логинове установлена Российским военно-историческим обществом на здании Кузнецовской средней школы Медведевского района, где он учился.